# بين كيلنر
بين كيلنر (بالإنجليزية: Ben Kilner)‏ هو متزلج على الثلوج بريطاني، ولد في 21 أغسطس 1988 في أبردين في المملكة المتحدة.

## وصلات خارجية
- الموقع الرسمي
- بين كيلنر على موقع الاتحاد الدولي للتزلج (ركوب لوح الثلج) (الإنجليزية)
- بين كيلنر على موقع أوليمبيديا (الإنجليزية)
- بين كيلنر على موقع اللجنة الأولمبية البريطانية (الإنجليزية)